# クダール人
クダール人（クダールじん、オセット語: къуыдайрæгтæ;  ロシア語: Кударцы;  英語: Kudar）とは、ロシア連邦の北オセチア共和国西部に居住するオセット人の一派、オセット人を構成する民族である。

## 概要
クダール人はオセット人の一派、狭義ではイロン人の一派で、ジョージア南オセチア自治州のクダル渓谷に居住している。
クダール人はオセット語のクダール方言を話す。クダール方言はハンガリーに居住しているヤース人がかつて話していたヤース方言に近いとされている。